# Banksia pilostylis
Espèce
Classification phylogénétique
Banksia pilostylis est une espèce d'arbuste buissonnant du genre Banksia de la famille des Proteaceae. On le trouve sur la côte Sud d'Australie-Occidentale à proximité d'Esperance. Les graines mettent 30 à 49 jours pour germer.